# Ważne Młyny
Ważne Młyny – kolonia w Polsce położona w województwie łódzkim, w powiecie pajęczańskim, w gminie Nowa Brzeźnica, nad Wartą i Pisią.
W latach 1975–1998 miejscowość administracyjnie należała do województwa częstochowskiego.
Wieś była średniowieczną osadą młyńską. Znajdowały się tu młyny – zarówno przy ujściu Pisi, jak i na Warcie. Ostatni młyn drewniany, zwany Borowiec, przestał istnieć w 1980 r., są jeszcze widoczne po nim ślady.
Ze względu na duże kompleksy leśne i położenie nad rzeką jest to wieś letniskowa z zajazdem "Pod wiatrakami", polem namiotowym i licznymi miejscami noclegowymi. Znajduje się w niej stacja kolejowa (na trasie Częstochowa – Chorzew Siemkowice).